# 平手汎秀
平手汎秀（日语：／ Hirate Hirohide，1553年1月15日〈天文22年1月2日〉—1573年1月25日〈元龜3年12月22日〉是一名日本戰國時代至安土桃山時代武將。織田信長家臣。幼名秀千代。通稱甚左衛門。官位監物。一說是平手政秀三子、平手久秀之弟。

## 經歷
在《信長公記》裡是平手政秀三子，族譜圖表則另說是平手久秀之子。汎秀是信長麾下武將，參與石山合戰，在各地轉戰。元龜3年（1573）三方原之戰與瀧川一益、林秀貞、佐久間信盛和水野信元奉信長之命組成援軍前往支援德川家康。武田信玄以計策領軍進擊成功，一益、信盛等人見情勢不對，率先退卻。汎秀與家康繼續戰鬥失敗，在逃離過程中，因為不熟悉濱松城附近的地理位置而被追上來的武田軍討死。平手氏絕後。